# Ми були солдатами
«Ми були солдатами» (англ. We Were Soldiers) — воєнна драма, присвячена війні США у В'єтнамі як продовження Першої індокитайської війни. Екранізація книги «Ми були солдатами… і молодими» (англ. We Were Soldiers Once... And Young), написана Гарольдом Муром і Джозефом Гелловеєм.
Фільм був знятий на основі дієписів генерал-лейтенанта у відставці Гарольда Мура, який командував 1-м батальйоном 7-го кавалерійського полку 1-ї кавалерійської дивізії в ході битви в долині Я-Дранґ. Співавтором Мура виступив журналіст Джозеф Гелловей, який опинився в центрі цієї битви. Його роль у фільмі виконав Баррі Пеппер.

## Сюжет
На початку фільму загін В'єтміня знищує групу французьких солдатів, які зайшли на узгір'я в 1954 році, в самому кінці Першої індокитайської війни.
У зв'язку з подальшою ескалацією війни у В'єтнамі й відсутністю шляхів сполучення, у Пентагоні прийняли рішення використовувати вертольоти для перекидання військ. Обрано кандидатуру полковника, учасника Корейської війни, десантника Гарольда Мура (Мел Гібсон).
Мура призначили командувати батальйоном у складі 1-ї кавалерійської (аеромобільної) дивізії, яку вирішили використати для ведення високомобільної війни з використанням вертольотів. Полковник Мур почав впроваджувати нову тактику, він стежить за підготовкою своїх солдатів, знайомиться з новими офіцерами і вивчає помилки французів у В'єтнамі. Президент Джонсон оголошує про посилання необмежених сил до Південного В'єтнаму. За іронією долі полк, до якого входить батальйон Мура, був названий 7-им кавалерійським Мур зі своїми людьми відбуває до Південного В'єтнаму.
Основна частина фільму присвячена битві в долині річки Я-Дранґ 14–16 листопада 1965 року — найбільшому бою у В'єтнамі на ту мить і одному з найбільших у ході всієї війни у В'єтнамі. Американському полковникові Гарольду Муру протистоїть північнов'єтнамський підполковник Нґуєн Хиу Тхо. Американським солдатам, що висадилися біля бази в'єтнамської піхотної дивізії, вдається відбити атаки наступальних сил противника і, перейшовши у наступ, захопити штаб дивізії.
Інша сюжетна лінія — про дружин офіцерів 1-ї кавалерійської дивізії, багато з яких упродовж декількох страшних днів втрачають своїх чоловіків, а інші перебувають у нестерпному очікуванні звістки про смерть.

## У ролях
| Актор         | Роль                                            |
| ------------- | ----------------------------------------------- |
| Мел Гібсон    | американський полковник Гарольд Мур             |
| Медлін Стоу   | Джулія Мур                                      |
| Тейлор Момсен | Джулі Мур                                       |
| Грег Кіннер   | майор Брюс "Змій" Кренделл                      |
| Сем Елліот    | сержант Безіл Пламлі                            |
| Кріс Кляйн    | 2-й лейтенант Джек Джеґеґан                     |
| Кері Рассел   | Барбара Джеґеґан                                |
| Баррі Пеппер  | Джозеф Л. Гелловей                              |
| Марк Блукас   | лейтенант Генрі Геррік                          |
| Раян Герст    | сержант Ерні Севідж                             |
| Стів Кен      | Вілсон                                          |
| Джон Гемм     | капітан Мет Діллон                              |
| Кларк Грегг   | капітан Том Мекстер                             |
| Ділан Волш    | капітан Роберт Едвардс                          |
| Браян Ті      | капрал Джиммі Накаяма                           |
| Дон Зіонґ     | північнов'єтнамський підполковник Нгуєн Хиу Тхо |

## Додаткові факти
- У В'єтнамі фільм був заборонений до показу[2].
- Мирон Дідурик брав участь у бою в долині Я-Дранг, де командував ротою «Браво» другого батальйону 7-го кавалерійського полку.
- В'єтнамський актор Дон Зіонґ за виконання у фільмі ролі північнов'єтнамського підполковника Нґуєн Хиу Тха був звинувачений у себе вдома у «зраді батьківщини» і змушений був емігрувати до США[2].